# MAI Moscou
El MAI Moscou és un equip d'handbol de Moscou fundat l'any 1930 vinculat a la Universitat Estatal d'Aviació de Moscou. Fou un dels grans dominadors de l'handbol nacional dels anys 70, dècada en què també s'imposà a nivell internacional en la Copa d'Europa d'handbol de 1973 i la Recopa d'Europa d'handbol de 1977, perdent a més la final de la Copa d'Europa d'handbol de 1974.

## Palmarès
- 1 Copa d'Europa: 1973
- 1 Recopa d'Europa: 1977
- 8 Lligues soviètiques: 1960, 1965, 1968, 1970, 1971, 1972, 1974 i 1975